# Joint Security Station
Joint Security Stations (englisch für Gemeinsame Sicherheitsstation) sind militärische Einrichtungen der irakischen Streitkräfte, Polizei und in einigen Fällen auch der US-Streitkräfte in verschiedenen Bezirken der irakischen Hauptstadt Bagdad und Umgebung.
Diese Liegenschaften wurden im Zuge der Besetzung des Irak durch die Koalition der Willigen im Jahre 2007 etabliert und sollen für mehr Sicherheit in Bagdad sorgen.
Das dabei verfolgte Konzept ersetzt die zuvor betriebene Stationierung irakischer und amerikanischer Sicherheitskräfte in großen Feldlagern abseits der verschiedenen Stadtviertel durch viele kleine, teils festungsartig ausgebaute Einrichtungen in möglichst vielen Bezirken der Stadt. Dies soll auf einer möglichst großen Fläche eine permanente Präsenz von Armee, Polizei und Sicherheitspersonal garantieren.
Die Joint Security Stations (JSS) sind an die Idee der Polizeistationen angelehnt, bei der Städte in verschiedene Reviere unterteilt sind, denen wiederum eigene Polizeieinrichtungen zugeordnet werden.
Am 12. April 2007 kündigte das US-Militär an, in Bagdad selbst 45 JSS und im Stadtumland weitere 30 zu errichten.
Die von den US-Streitkräften genutzten Combat Outposts sind kleine, abgelegene Kampfposten, die meist in einzelnen Häusern untergebracht werden und im Zuge der Truppenerhöhung teilweise bereits zu Joint Security Stations erweitert wurden.

## Liste von Joint Security Stations (Auswahl)
- Sadr City
- Zafaraniyah
- Hurriyah
- Ghazaliya
- Mansour Distrikt
  - Joint Security Station Mansour im Jamia Viertel des Mansour Distrikts
  - JSS Torch
  - Washash
- Mushada
- Yusufiyah
- JSS "Arvanitis-Sigua" in Bayji 130 Meilen nördlich von Bagdad